# Fräulein Frau
Fräulein Frau è un film muto del 1923 scritto e diretto da Hans Theyer.

## Produzione
Il film fu prodotto da Alexander Kolowrat e Arnold Pressburger per la Sascha-Film, la casa di produzione austriaca fondata dal conte Kolowrat.

## Distribuzione
Uscì nelle sale cinematografiche tedesche dopo essere stato presentato a Vienna il 31 agosto 1923.